# Ptochophyle vola
Ptochophyle vola är en fjärilsart som beskrevs av Pierre E.L. Viette 1970. Ptochophyle vola ingår i släktet Ptochophyle och familjen mätare. Inga underarter finns listade.